# Giulia Gabrieli
Giulia Maria Gabrieli (Bergamo, 3 marzo 1997 – Bergamo, 19 agosto 2011) è stata una giovane italiana proclamata serva di Dio dalla Chiesa cattolica.

## Biografia
Giulia, figlia di Antonio Gabrieli e Sara Lecchi, cresciuta a Bergamo, nel quartiere San Tomaso de' Calvi, insieme al fratello minore Davide, era una ragazza normale, semplice e solare, profondamente cattolica. Fra le sue passioni vi erano la scrittura e la danza.
Il 1º agosto 2009, mentre si trovava in vacanza al mare con la famiglia, Giulia si accorse di una tumefazione sulla mano sinistra. Inizialmente i genitori considerarono la causa una semplice puntura d'insetto; poi, accorgendosi che tale sintomo non regrediva, Giulia si sottopose ad una serie di esami. La diagnosi risultò essere un sarcoma fra i più aggressivi. Giulia, quindi, affrontò la chemioterapia. Nonostante la malattia l’avesse resa molto debole e sofferente, Giulia continuò ad andare a scuola, preparando e superando brillantemente gli esami di 3ª media, i cui orali dovette sostenere a casa. La tesina scelta era dedicata alla guerra e alla Shoah, corredata da un'analisi critica sul dipinto Guernica di Pablo Picasso.
Giulia aveva un talento particolare per la scrittura (era stata premiata due volte per i suoi racconti). Le pagine da lei stessa scritte sulla sua esperienza della malattia furono poi raccolte e pubblicate nel libro intitolato Un gancio in mezzo al cielo, titolo suggerito da un classico di Claudio Baglioni, "Strada facendo", che Giulia amava in particolare nell'interpretazione di Laura Pausini.
Durante il suo cammino terreno, Giulia si imbatté nella figura di Chiara Badano che rappresentò per lei un esempio da seguire, in modo che la malattia non la allontanasse dal Signore, ma anzi la avvicinasse a Lui. Non mancò comunque un momento di crisi in cui si domandò se Dio l’avesse abbandonata. Recatasi a Padova per una radioterapia, è entrata nella Basilica di Sant'Antonio dove, anche grazie all'incontro fortuito con una donna in preghiera, ritrovò la gioia nell’affrontare il suo calvario che non l’avrebbe più abbandonata.
La sua gioia, incredibile viste le sue condizioni, era contagiosa: era lei a consolare e sostenere parenti e amici, stupendo perfino i medici che l’assistevano che chiamava scherzosamente "i suoi supereroi". Così facendo, non provocava l’allontanamento degli altri, come succede di solito in questi casi, trovando invece in loro uno stimolo ad andare avanti e, nello stesso tempo, riuscendo ad essere occasione di conversioni.
Dopo un primo viaggio a Medjugorje, aveva intensificato il suo legame con la Madonna, tanto che per il 14º compleanno aveva chiesto in regalo un 2º viaggio, accompagnata per l’occasione da una cinquantina fra parenti e amici cui aveva comunicato il suo entusiasmo. Come logica conseguenza, era assidua nella recita quotidiana del Rosario.
Giulia è morta a Bergamo la sera del 19 agosto 2011, mentre alla Giornata mondiale della gioventù di Madrid era in corso la Via Crucis dei giovani. A Madrid, dove si trovava, il vescovo di Bergamo, Francesco Beschi, con il quale Giulia aveva intessuto un intenso dialogo spirituale, ha raccontato la sua storia. Oggi la giovane riposa nel Cimitero monumentale di Bergamo.
Il 7 aprile 2019, presso il Santuario della Madonna dei Campi di Stezzano, monsignor Beschi, in presenza del postulatore Fra Carlo Calloni e del vice-postulatore don Mattia Tomasoni, ha dato avvio alla fase diocesana del processo di beatificazione, proclamando Giulia "Serva di Dio".
Di lei hanno parlato, tra gli altri, Rai 1 ("Speciale Porta a Porta", 19 aprile 2019; "A Sua immagine", 15 ottobre 2011), Rai 2 ("Sulla via di Damasco", 16 giugno 2019), Rete 4 ("Speciale viaggio a...", 5 febbraio 2013), TV2000 ("Bel tempo si spera", 27 maggio 2019), Corriere della Sera ("Buone Notizie", inserto del 12 marzo 2019 a lei dedicato). Pochi mesi dopo la sua morte, su iniziativa dei genitori, dei familiari e degli amici, è stata costituita l’Associazione conGiulia Onlus con l’intento di realizzare i progetti che Giulia aveva a cuore specialmente per i giovani e i bambini malati.